# Megachile subsericeicauda
Megachile subsericeicauda är en biart som beskrevs av Rayment 1939. Megachile subsericeicauda ingår i släktet tapetserarbin, och familjen buksamlarbin. Inga underarter finns listade i Catalogue of Life.